# يوسف بن محمد الجندان
يوسف بن محمد الجندان (من مواليد 1358 هـ، الهفوف) هُو طبيب جراح سعودي. شغل سابقا منصب مُدير جامعة الملك فيصل بمُحافظة الأحساء في الفترة من سنة 1416 هـ إلى غاية 2 جمادى الآخرة 1434 هـ حين أُعفي بأمر ملكي من الملك عبد الله بن عبد العزيز وخلفه في منصبه الدكتور عبد العزيز بن جمال الدين الساعاتي.

## مُؤهلاتُه العلمية
حصل الأستاذ الدكتور يوسف بن محمد الجندان سنة 1969 على باكالوريوس في الطب والجراحة العامة من جامعة هايدلبرغ في ألمانيا، وفي الفترة من 1969 إلى 1978 اشتغل طبيبا مُتدربا في تخصص الأمراض الباطنية في العديد من المُستشفيات الألمانية. ثُم حصل بعد ذلك على الدكتوراه في الأمراض الباطنية في ألمانيا.

## مناصبُه
شغل سابقا منصب مُدير جامعة الملك فيصل في محافظة الأحساء، وذلك خلال الفترة من 1416 هـ إلى غاية 2 جمادى الآخرة 1434 هـ (المُوافق ليوم 12 أبريل 2013) حين أُعفي (بطلب منه) بأمر ملكي من الملك عبد الله بن عبد العزيز وخلفه في منصبه عبد العزيز بن جمال الدين بن زين الدين الساعاتي. في عام 1978، كان أستاذا مُساعدا في كُلية الطب في جامعة الملك فيصل، وفي 1983 شغل منصب أُستاذ مُشارك في ذات الكُلية بعد تقيمه الأوراق والبُحوث الطبية اللازمة. في 1991، تمت ترقيتُه إلى منصب أُستاذ في كُلية الطب بعد تقديمه البحوث الطبية اللازمة، ثُم شغل بعدها منصب وكيل الشؤون السريرية بذات كُلية الطب لمُدة سنتين وذلك بداية من سنة 1400 هـ. في سنة 1403 هـ، عُين في منصب مُدير عام للشؤون الفنية بالمرحلة التأسيسية في مُستشفى الملك فهد الجامعي في مدينة الخبر، وبقي في المنصب لمُدة أربعة أعوام. كان كذلك عُضوا في مجلس إدارة مُستشفى الملك فهد الجامعي لمُدة عامين وابتداء من سنة 1401 هـ. وابتداء من سنة 1402 هـ، شغل منصب عُضو في المجلس الجامعي للمُستشفيات التعليمية، واستمر فيه لمُدة عامين. وقد ترأس أيضا عدة لجان أكاديمية وطبية وإدارية أثناء عمله بجامعة الملك فيصل.

## وصلات خارجية
- الموقع الرسمي لكُلية الطب في جامعة الملك فيصل في الأحساء
- الموقع الرسمي لجامعة الملك فيصل في الأحساء
- الموقع الرسمي لمُستشفى الملك فهد الجامعي في الخبر